# Chaetodon trifascialis
Chaetodon trifascialis es una especie del género Chaetodon. 
Es de distribución Indo-Pacífica. Los adultos viven generalmente solos y en patrulla por su propio territorio, cubierto de corales duros que les sirven de alimentos. Su hábitat está en las profundidades cortas, de 2 a 30 metros.
Es de color blanco, con franjas oscuras a lo largo del cuerpo. Su franja de la cara y su aleta trasera son negras, mientras que el contorno de su lomo es amarillo. Su cuerpo es de forma semi-rectangular, sobre todo por la extensión de su cuerpo hasta la altura de la aleta trasera. Alcanza hasta 18 cm de longitud.